# Trångt om saligheten
Trångt om saligheten (originaltitel: Room for One More) är en amerikansk komedi från 1952 med Cary Grant och Betsy Drake i huvudrollerna. Filmen regisserades av Norman Taurog.

## Handling
George 'Poppy' Rose (Cary Grant) och Anne Rose (Betsy Drake) är en normal amerikansk familj med tre smått vilda barn. Annes goda hjärta gör att hon en dag ger föräldralösa Jane ett hem. Trots tidiga protester från George lyckas familjen, med kärlek och tålamod, få in Jane i familjesällskapet. Men när de ska iväg på semester bjuder Anne in ännu ett föräldralöst barn, den aggressiva och handikappade Jimmy-Hohn.

## Rollista (i urval)
- Cary Grant
- Betsy Drake
- Lurene Tuttle
- Randy Stuart
- Iris Mann
- Clifford Tatum Jr.